# Carlos Coloma Nicolás
Carlos Coloma Nicolás (* 28. September 1981 in Logroño) ist ein ehemaliger spanischer Mountainbiker, der im Cross Country aktiv war.

## Werdegang
Als Junior und in der U23 galt Coloma als vielversprechendes Talent. Bei den UCI-Mountainbike-Weltmeisterschaften 1999 gewann er die Silbermedaille im Cross Country-Rennen (XCO) der Junioren und mit der spanischen Staffel im Cross-Country-Staffelrennen (XCR). Es folgten zwei nationale Titel in der U23 und eine weitere WM-Medaille in Staffelrennen. Bei den UEC-Mountainbike-Europameisterschaften 2003 wurde er Zweiter im Cross-Country der U23 und Dritter mit der spanischen Staffel.
Nach dem Wechsel in die Elite konnte er an seine Leistungen nicht anknüpfen und Erfolge bei internationalen Meisterschaften oder im Weltcup erringen. Einzelsiege und vordere Platzierungen erzielte er vorrangig bei Rennen in seiner Heimatregion bei der Open de España BTT, Copa catalana internacional und beim Portugal Cup.
Seinen größten Erfolg erzielte er bei den Olympischen Sommerspielen 2016 in Rio de Janeiro, als er überraschend die Bronzemedaille gewann.
Im März 2021 gab er seinen Rücktritt vom Profi-Sport bekannt, um sein Mountainbiketeam BH Templo Cafés zu leiten und andere Radrennfahrer auszubilden.

## Erfolge
| 1999 - Weltmeister – Staffel XCR - Weltmeisterschaften (Junioren) – XCO 2001 - Weltmeisterschaften – Staffel XCR - Spanischer Meister (U23) – XCO 2002 - Spanischer Meister (U23) – XCO | 2003 - Europameisterschaften (U23) – XCO - Europameisterschaften – Staffel XCR 2005 - Spanischer Meister – XCO 2016 - Olympische Spiele - Spanischer Meister – XCO |